# Маливук, Зага
Загорка (Зага) Маливук (сербохорв. Загорка Зага Маливук / Zagorka Zaga Malivuk; 27 февраля 1919, Вршац — 7 июля 1942, Яинцы) — югославская партизанка, участница Народно-освободительной войны Югославии, Народный герой Югославии.

## Биография
Родилась 27 февраля 1919 года в городе Вршац в бедной семье ремесленников. Окончила начальную школу и три класса гимназии в родном городе, в 1932 году семья переехала в село Крняча под Белградом, где Зага и продолжила своё обучение. Поступила в среднюю техническую школу, куда шла каждый день пешком из Крнячи. Во время своего обучения в Белграде Зага вступила в молодёжное революционное движение, в 1938 году вступила в Союз коммунистической молодёжи Югославии во время обучения в Средней технической школе. После окончания школы работала на 1-м сербском авиационном заводе «Рогожарски» в Белграде, где организовала отделения Союза.
С 1939 года состояла в Коммунистической партии Югославии. Как человек, которому можно было доверять и который не был знаком в лицо полицейским, Зага выполняла различные курьерские задачи, в том числе по обеспечению постоянного обмена информацией между Вршацем и Белградом и связи Банатских окружных комитетов КПЮ и СКМЮ с руководством Сербского краевого комитета КПЮ. В апреле 1940 года участвовала во всеобщей забастовке рабочих авиационной промышленности Белграда.
В первые дни после оккупации и раздела территории Югославии, когда ещё не были сформированы до конца административные органы оккупационной власти, Зага попала на территорию завода и уничтожила чертежи самолётов нового образца, чтобы они не достались врагу, и затем ушла с завода. Дальнейшая её деятельность была связана с помощью партизанскому движению. Руководство Сербского краевого комитета КПЮ назначило Загу особым курьером: она путешествовала по разным городам Сербии, особенно во Вршац и Ниш, где устанавливала связь с местными партийными организациями. Зага готовилась к каждой командировке тщательно, поэтому всегда избегала встреч с немецкими патрулями и агентами. Она доставляла важные сообщения и агитационный материал. Как особо важная персона, она знала адреса всех конспиративных квартир, где собирались руководители партизанского движения, и подпольных типографий.
В декабре 1941 года белградское подполье понесло огромные потери после провала нескольких операций. Зага, опасаясь возможности ареста, решила бежать из Белграда и попасть к одному из партизанских отрядов, однако её в последний момент выдала хозяйка того дома, где проживала Зага. 9 декабря 1941 года Специальная полиция арестовала Загу, а также обнаружило огромное количество агитационного материала и медицинских средств для партизан. После ареста Специальная полиция долго пыталась выяснить настоящее имя и фамилию Заги Маливук, поскольку у неё были два фальшивых документа. Агенты Специальной полиции подвергали её пыткам, однако выяснить настоящее имя помогла только арестованная, уже ранее встречавшаяся с Загой. Пытки продолжились с целью добиться выдачи соратников Маливук, однако безуспешно. В январе 1942 года Загу Маливук передали гестапо, сообщив следующее:

Хотя Маливук Загорка дважды подвергалась специальной обработке, однако она отказалась в чём-нибудь признаться, и поэтому против неё ничего конкретного невозможно выдвинуть.
Оригинальный текст (серб.)Мада је Маливук Загорка два пута подвргавана специјалном поступку, ипак је одбила ма шта да призна, те се према томе против ње ништа конкретно није могло утврдити.

Агенты гестапо также не сумели добиться от Заги какой-либо информации о ней самой или её деятельности. Хотя она знала многих деятелей КПЮ и активистов Народно-освободительного движения Белграда, она не выдала никого. Поскольку получить никаких сведений не получилось, оккупационные власти приговорили Загу к расстрелу и отправили в одну из камер смертников концлагеря Баница.
Даже среди заключённых лагеря Зага осталась одной из наиболее оптимистично настроенных и храбрых узниц. Вместе с другой заключённой, Наталией Дугошевич (жена Народного героя Югославии Велько Дугошевича), она организовала первый бунт в лагере. В Новый 1942 год Зага и Ната в соседних камерах организовали небольшой праздник — «маскарад», на котором заключённые надели бумажные маски, карикатурные образы своих мучителей, и изображали сцены из тюремной жизни. Камеры украсили плакатами с карикатурами, на одной из которых агент полиции протягивал руку даме, чтобы сопроводить её в тюремную машину. Празднование началось после полуночи, когда в город отправился начальник лагеря Тоза Вуйкович. Однако охранники, услышав песни и веселье, ворвались в камеру и прервали «празднование». На следующее утро Загу и Нату отправили на допрос с пристрастием, а их самих избили.
7 июля 1942 Зага Маливук была расстреляна на стрельбище в Яинцах.
Указом Иосипа Броза Тито от 27 ноября 1953 Загорка Маливук была посмертно награждена званием Народного героя Югославии. Её имя ныне носит начальная школа в белградском районе Крняча, улица во Вршаце и две улицы в Белграде (в Крняче и Калуджерице). С 1961 года во дворе школы установлен бюст Заги Маливук (автор Велько Форцан).